# Madikeri
Madikeri là một thị xã của quận Kodagu thuộc bang Karnataka, Ấn Độ.

## Địa lý
Madikeri có vị trí 12°25′B 75°44′Đ / 12,42°B 75,73°Đ Nó có độ cao trung bình là 1062 mét (3484 feet).

## Nhân khẩu
Theo điều tra dân số năm 2001 của Ấn Độ, Madikeri có dân số 32.286 người. Phái nam chiếm 51% tổng số dân và phái nữ chiếm 49%. Madikeri có tỷ lệ 81% biết đọc biết viết, cao hơn tỷ lệ trung bình toàn quốc là 59,5%: tỷ lệ cho phái nam là 83%, và tỷ lệ cho phái nữ là 79%. Tại Madikeri, 11% dân số nhỏ hơn 6 tuổi.